# Хрипунов, Михаил Ильич
Михаил Ильич Хрипунов (1901, Сим — 1952, Москва) — советский организатор кинопроизводства, заместитель председателя Комитета по делам кинематографии при СНК СССР, заместитель министра кинематографии СССР (1940—1949).

## Биография
Родился в 1901 году в многодетной семье рабочего доменного цеха Симского завода. В 1914 году окончил начальную школу и был вынужден пойти на заработки рассыльным в Лесную контору, а затем в кирпичный цех Аша-Балашовского завода. В 1916 году успешно прошёл «курсы» ученика конторщика и был назначен на эту должность при управлении Симского горного округа. В 17 лет стал помощником секретаря Управления Симского горного округа.
В 1919 году работал секретарем отдела труда и расценочной комиссии при Управлении округа, вступил в комсомол. 12 января 1920 года вступил в ВКП(б). Работал в райкоме техническим секретарем и председателем комсомольской организации. В сентябре 1920 года в связи с тяжелым положением на Западном и Южном фронтах записался добровольцем в 40-й стрелковый полк Уфимского отряда. Служил в должности политинформатора и секретаря военного комиссара полка. В декабре 1923 года был демобилизован по болезни и направлен в распоряжение Управления Симского горного округа.
В 1924 году работал управляющим делами Управления Симского горного округа. В 1925—1926 годах был заведующим общим отделом Златоустовского окружкома ВКП(б). В 1926—1928 годах работал заместителем коммерческого директора, коммерческим директором на Ашинском металлургическом заводе. В 1928—1930 годах — заведующий общим техническим отделом и помощник управляющего Уралгипромезом в Свердловске.
В 1931—1932 годах — помощник начальника Уральского государственного института по проектированию заводов тяжелого машиностроения («Уралгипромаш»), начальник Управления экономики труда объединения «Востоксоюзстрой» в Свердловске.
В 1932—1936 годах — слушатель Урало-Казахстанской промышленной академии в Свердловске.
В 1936—1938 годах — директор арматурного завода имени В. И. Ленина в Георгиевске.
В 1938—1940 годах — заместитель начальника Главного управления арматурной и литейной промышленности (Главармалит) Наркомата машиностроения, с 1939 года Наркомата общего машиностроения СССР.
С 1940 года — заместитель, с 3 июня 1941 года — первый заместитель председателя Комитета по делам кинематографии при СНК СССР. В 1946—1949 годах — заместитель министра кинематографии СССР.
В 1944 году за успешную работу в области советской кинематографии в дни Великой Отечественной войны награждён орденом Трудового Красного Знамени. В 1948 году за успехи в деле развития и усовершенствования цветной кинематографии награждён орденом Ленина.
В 1949—1952 годах работал заместителем начальника, начальником Третьего Главного управления Министерства геологии и охраны недр СССР, которое занималось разработкой алмазных месторождений.